# European Nature Information System
European Nature Information System (EUNIS) je on-line databáze zpřístupňující veřejně přístupná data o druzích, typu lokalit a chráněných oblastí v Evropě. Je součastí instituce European Biodiversity data centre (BDC).
Databáze obsahuje tyto údaje:
- o druzích, typech lokalit a seznam lokalit v rámci Natura 2000;
- kompilace údajů z instituce European Topic Centre on Biological Diversity;
- z relevantních mezinárodních dohod a údaje IUCN červených seznamů;
- sebraná data z reportů pro aktivity EEA.

Databázi UNIS provozuje a vyvíjí Evropská agentura pro životní prostředí (EEA, The European Environment Agency), což je agentura Evropské unie (EU), která poskytuje nezávislé informoce o životním prostředí. Sídlo agentury EEA spravující informační systém EUNIS se nachází v dánské Kodani.